# 주제 1세
주제 1세(포르투갈어: Jose I, 1714년 6월 6일 ~ 1777년 2월 24일)는 포르투갈의 국왕(재위: 1750년 ~ 1777년)이다. 별칭은 개혁왕(o Reformador).

## 유소년기

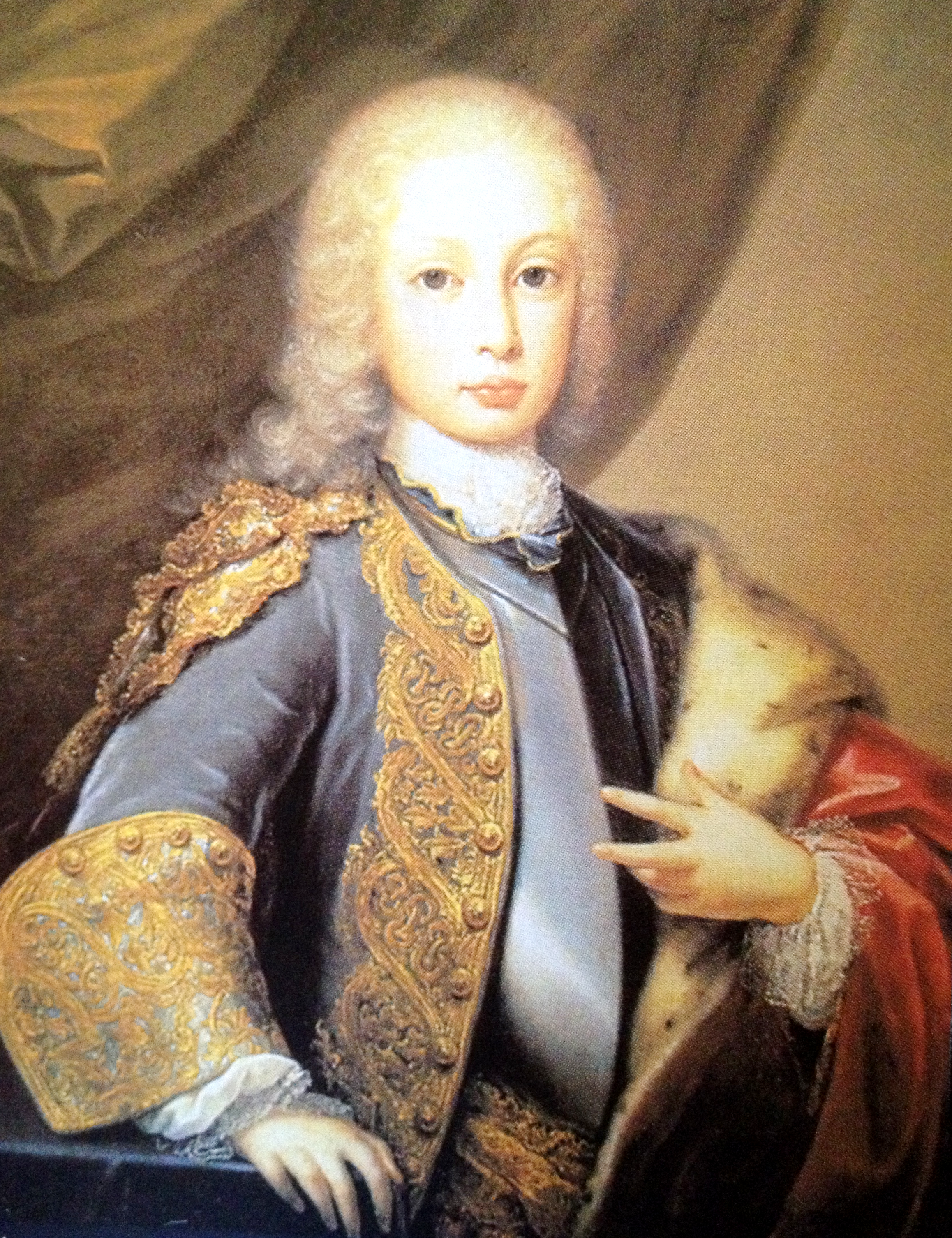
소년기의 브라질 공작 주제, 도메니코 두프라 작품

포르투갈 국왕 주앙 5세와 왕비인 마리아 아나 폰 외스터라이히 여대공 사이의 세 번째 아이로 태어났다. 형 페드루가 2살때 죽은 관계로 주세는 왕세자가 되었고 브라간사 공작의 작위를 받았다. 주제는 사냥과 오페라에 관심을 두었으며 유럽에서 손꼽히는 오페라 악보 수집가였다.

## 결혼 생활
1729년 1월 19일에 스페인 국왕 펠리페 5세의 딸 마리아나 빅토리아와 결혼하였고 그의 누나 바르바라는 왕세자 페르난도(후의 스페인의 페르난도 6세)와 결혼하였다. 마리아나 빅토리아는 사냥과 음악을 사랑한다는 공통점이 있었지만 왕의 연애사건을 좋아하지 않는다는 것을 숨기지 않는 경건한 여인이었다. 마리아나 빅토리아는 여러 번 임신했으나 아들 2명과 딸 1명은 사산되었고 딸 4명만 살아남았다.

## 통치 기간
1750년 36세의 나이로 즉위하였으며 오늘날 폼발 후작으로 더 유명한 세바스티앙 조세 드 카르발류 이 멜루(Sebãstiao José de Carvalho e Melo)가 실권을 잡고 통치하였다. 주제는 더 이상 왕자가 태어날 거라는 기대가 사라지자 장녀 마리아 프란시스카가 공식적인 왕위계승자임을 선포하고 브라질 여공작의 작위를 내렸다.

## 폼발 후작의 통치
정열적인 폼발은 포르투갈이 유럽의 다른 강대국과 좀 더 효과적으로 경쟁할 수 있도록 경제, 정치, 식민지배에 걸친 모든 영역을 재정비하고자 하였으며 이에 따른 성과는 그의 입지를 강화시켜 주었다.
1758년 일부 귀족들이 국왕 조세를 암살하려는 음모를 꾸몄으며 이는 폼발이 정적 타보라가를 제거할 구실이 되었다. 또한 1759년에는 암살음모와 예수회를 연관시켜 포르투갈에서 추방하고 교회가 가졌던 공교육의 지배권과 막대한 토지를 확보하였다.

## 말년 및 죽음
주제의 치세 중인 유명한 1755년의 리스본 대지진이 발생하여 10만여명이 사망하였다. 지진의 충격으로 주제에게 밀실 공포증이 생겨 벽이 있는 건물 안에서 늘 불안에 시달렸으며 거처를 아쥬다 언덕의 텐트로 옮기게 되었다. 그러나 수도 리스본은 폼발의 지휘 아래 거액의 예산을 들어 재건되었고 그 중앙에는 주제의 기마상이 세워져 현재까지 전해진다.

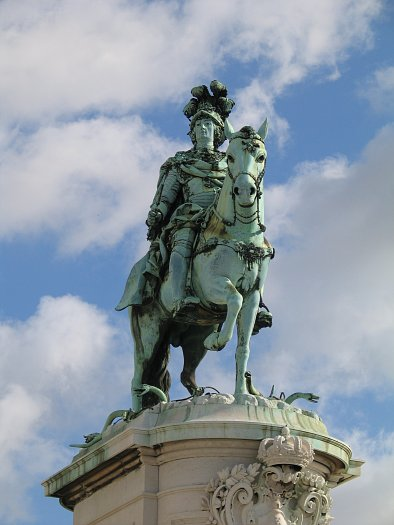
리스본에 위치한 주제 기마상

1777년 주제의 죽음으로 그의 딸 마리아 1세와 사위이자 남동생인 페드루 3세가 왕위를 계승하였다. 마리아 1세는 폼발의 교만과 폭력적인 행동을 혐오하였기에 그의 철권 통치는 갑작스런 종말을 맞았다.

## 자녀
왕비 마리아나 빅토리아 사이에 딸 4명이 태어났다.
| 사진 | 이름                | 생일   | 사망   | 기타 |
| ---- | ------------------- | ------ | ------ | --- |
|      | 마리아 1세          | 1734년 | 1816년 | 숙부 페드루 3세와 결혼, 공동 왕위 계승                                                                                   |
|      | 마리아나 프란시스카 | 1736년 | 1813년 | 프랑스 루이 15세의 후계자 도팽 루이 페르디낭의 신부 후보였으나 마리아나 빅토리아 왕비가 혼담을 거부하여 독신으로 사망함. |
|      | 도로테이아          | 1739년 | 1771년 | 오를레앙 공작 루이 필리프 조셉(프랑스 국왕 루이 필리프 1세의 아버지)의 신부 후보였으나 결혼을 거절하고 독신으로 사망함   |
|      | 베네디타            | 1746년 | 1829년 | 왕세자 주세와 결혼했으나 자녀는 없음.                                                                                    |